# عنصر Alu
عناصرAlu توالی‌های بسیار کوتاهی در DNA  هستند؛ که به وسیلهٔ اندونوکلئازها جابه جا می‌شوند. در ژنوم نخستیان شکل‌های مختلفی از آن‌ها وجود دارد . در انسان بیش از صدها نمونه از آن‌ها وجود دارد که به راحتی از جایی به جای دیگر می‌روند. این عناصر توسط RNAی سیتوپلاسمی کوچکی به نام ۷SL RNA، ساخته شده‌اند. رونوشتی از آن به عنصر Alu تبدیل شده و در نیای اولین نخستیان ساخته شده‌است.
این عناصر سبب بسیاری از بیماری‌ها و سرطان‌ها می‌باشند. همچنین مطالعه روی آن‌ها سبب گسترش دانش تکامل موجودات و از جمله انسان است .

## خانواده ی Alu
خانواده Alu تکرارهای نوکلئوتیدی در ژنوم انسان هستند . حدود ۳۰۰ جفت باز دارند و بنابراین در خانوادهٔ عناصر گسترش یافتهٔ کوتاه تقسیم می‌شوند . این خانواده ۱۰٫۷ در صد از ژنوم انسان را تشکل می‌دهند و کمتر از نیم درصد از آن‌ها چند شکل هستند . در سال ۱۹۹۸ این عناصر را در دو خانوادهٔ AluJ  و AluS همچنین زیر خانواده‌هایی از آن‌ها تقسیم کردند .

## ۷SL RNA
این رنا دارای ۲۹۹ نوکلئوتید است .
gccgggcgcggtggcgcgtgcctgtagtcccagctactcgggaggctgAGGCTGgaGGATCGcttgAGTCCAggAGTTCTgggct gtagtgcgctatgccgatcgggtgtccgcactaagttcggcatcaatatggtgacctcccgggagcgggggaccaccaggttgcctaagga ggggtgaaccggcccaggtcggaaacggagcaggtcaaaactcccgtgctgatcagtagtgggatcgcgcctgtgaatagccactgcactc cagcctgggcaacatagcgagaccccgtctct
توالی‌های شش تایی موجود در توالی کلی آن که با پیش برنده هم پوشانی دارد؛ توسط Aluاندونوکلئاز شناسایی شده و پیوند بین گوانین و سیتوزین برش می‌خورد .

## عناصر Alu
عناصر Alu رتروترانسپوزون‌هایی هستند؛ که به وسیلهٔ RNA پلیمراز III ساخته می‌شوند. هیچ پروتئینی از روی آن‌ها ساخته نمی‌شود. و از آن‌ها برای یافتن نیای مشترک استفاده می‌کنند . زیرا آن‌ها در طول زمان به ژنوم انسان افزوده شده‌اند و تغییرات زمانی بر روی آن‌ها مؤثر بوده‌است.
در نخستیان تعداد بسیار زیادی از آن‌ها وجود دارد؛ که تنها ۷۰۰۰ تای آن در ژنوم انسان دیده می‌شود.

## عناصر Alu و بیماری زایی آن‌ها
این عناصر با ایجاد تغییر در آلل‌ها ودگره‌ها  و همچنین افزوده‌شدنشان به برخی توالی‌ها در ایجاد سرطان و بسیاری دیگر از بیماری‌ها نقش دارند . در سال ۱۹۹۵ اولین گزارش‌ها حاکی از سرطان روده بود.

### بیماری‌های ناشی از این عناصر
- سرطان سینه
- هیپرکلسترومی خانوادگی
- هموفیلی
- دیابت نوع۲
- نوروفیبروماتوز

### تعدادی از بیماری در سطح رونویسی دچار اختلال می‌شوند
- آلزایمر
- سرطان ریه
- سرطان معده
- فیبرومای رحمی